# Al Cliver
Al Cliver, születési nevén Pierluigi Conti (Egyiptom, Alexandria. 1951. július 16. –) olasz színész. 
Az olasz mozi egyik legismertebb személyisége. Számos kultikussá vált olasz filmben (A pokol hét kapuja, Zombi) szerepelt. Ezek nagy részét Lucio Fulci rendezte.

## Pályafutása
Az egyiptomi Alexandriában született. 1969-ben debütált filmszínészként Sergio Bergonzelli és Werner Hauff filmjében, a Le 10 meraviglie dell'amore-ban, de első jelentősebb szerepét 1975-ben játszotta Sergio Nasca munkájában (Il saprofita). 1975-ben főszerepet kapott Ruggero Deodato thrillerében (Una ondata di piacere). 1979-ben a Lucio Fulci rendezte Zombi című gialloban szerepelt, majd további hét filmben dolgozott együtt az olasz horrormesterrel Magyarországon ezek közül látható volt A pokol hét kapuja, a Zombi és a Fekete macska. 1990-ben visszavonult az aktív filmezéstől, de később három dokumentumfilmben is feltűnt, mint riportalany. Ezek közül a legjelentősebb az, amelyet 2008-ban készítettek, és Lucio Fulci életét, valamint munkásságát dolgozta fel.
1975 és 1988 között kapcsolatban élt a francia származású színésznővel, Annie Belle-lel, akivel több közös filmben együtt is szerepelt.
2008 augusztusában torokrákot diagnosztizáltak nála, amivel meg is operálták. Ennek következményeként csak suttogva tud beszélni. A filmszínészettől történt visszavonulása óta Balin él, és ügyvezető tulajdonosa egy villákat bérbeadó vállalkozásnak.

### Válogatott filmográfia
| Bemutató | Cím                                 | Magyar cím                            | Szerep                     | Rendező          |
| -------- | ----------------------------------- | ------------------------------------- | -------------------------- | ---------------- |
| 1987     | Mines of Kilimanjaro                | Az elveszett kincsesbánya fosztogatói | az angol kormányzó segédje | Mino Guerrini    |
| 1984     | L' alcova                           | Az alkóv                              | Elio De Silveris           | Joe D'Amato      |
| 1984     | Anno 2020 – I gladiatori del futuro | Texasi gladiátorok                    | Nisus                      | Joe D'Amato      |
| 1983     | Endgame – Bronx lotta finale        | Az utolsó játszma                     | Ron Shannon                | Joe D'Amato      |
| 1981     | The Beyond                          | A pokol hét kapuja                    | Dr. Harris                 | Lucio Fulci      |
| 1981     | The Black Cat                       | A fekete macska                       | Wilson örmester            | Lucio Fulci      |
| 1979     | Zombi 2                             | Zombi                                 | Brian Hull                 | Lucio Fulci      |
| 1976     | Una donna chiamata Apache           | Apacsnő                               | Tommy                      | Giorgio Mariuzzo |
| 1969     | La caduta degli dei                 | Elátkozottak                          | SS katona                  | Luchino Visconti |

## Fordítás
- Ez a szócikk részben vagy egészben a Al Cliver című olasz Wikipédia-szócikk ezen változatának fordításán alapul.  Az eredeti cikk szerkesztőit annak laptörténete sorolja fel. Ez a jelzés csupán a megfogalmazás eredetét és a szerzői jogokat jelzi, nem szolgál a cikkben szereplő információk forrásmegjelöléseként.